# 321 North Clark
321 North Clark at Riverfront Plaza es un rascacielos de 155 metros y 35 plantas construido entre 1983 a 1987 en Chicago, Illinois. La torre fue construida por BCE Development Properties y diseñado por Skidmore, Owings & Merrill , como parte del desarrollo de Riverfront Plaza en la ribera norte del Río Chicago.
321 North Clark fue inaugurado en abril de 1987, y fue nombrado «desarrollo inmobiliario de la ciudad del año» por el Chicago Sun-Times. El edificio antiguamente era referido como Quaker Tower en relación con su primer inquilino, la empresa alimentaria Quaker Oats Company. Quaker se trasladó a una nueva sede en el 2002. En la Actualidad 321 North Clark es propiedad de Hines Interests Limited Partnership y alberga la sede de la American Bar of Association, entre otros inquilinos.